# Wiedenborstel
Wiedenborstel è un comune tedesco del circondario di Steinburg, nella regione dello Schleswig-Holstein.

## Geografia fisica
Il comune si trova a circa 12 km a nord di Kellinghusen e 10 ad ovest di Neumünster, nel Naturpark Aukrug.

## Società

### Evoluzione demografica
Wiedenborstel, con soli cinque abitanti (dati aggiornati al 31/12/2007) risulta essere il comune con la minor popolazione di tutta la Germania. I 5 abitanti appartengono tutti alla stessa famiglia (i Lemmerbrock) e nel 1910 il comune contava 119 abitanti.